# Air Time
《Air Time》(에어 타임)은 헨리 스레드질, 스티브 맥콜, 프레드 홉킨스로 구성되어 있는 미국의 프리 재즈 트리오 에어의 정규 음반이다. 세 곡은 스레드질이 작곡하였으며, 홉킨스와 맥콜이 각각 한 곡씩 만들었다.

## 평가
펭귄 가이드 투 재즈는 별 네개 만점을 받았으며, 올뮤직은 다섯 개 중 4개를 받았다. 롤링 스톤 재즈 레코드 가이드에도 별 다섯 개 만점을 주었다.
| 전문가 평가                         | 전문가 평가 |
| 평가 점수                           | 평가 점수   |
| 출처                                | 점수        |
| ----------------------------------- | ----------- |
| Penguin Guide to Jazz               | [ 2 ]       |
| Allmusic                            | 4/별        |
| The Rolling Stone Jazz Record Guide | [ 3 ]       |

## 트랙 리스트
표시한 곳을 제외하고는 헨리 스레드질이 모두 작곡하였다.
1. "I'll Be Right Here Waiting..." (스티브 맥콜) – 2:29
2. "No. 2" – 11:46
3. "G.v.E." (프레드 홉킨스) – 6:59
4. "Subtraction" – 13:20
5. "Keep Right on Playing Thru the Mirror Over the Water" – 9:04

## 크레딧
- 헨리 스레드질 - 알토 색소폰, 테너 색소폰, 플루트, 베이스 플루트, 헙카폰
- 프레드 홉킨스 - 베이스
- 스티브 맥콜 - 드럼, 퍼커션